# Barclayville
Barclayville è una città della Liberia, capoluogo della Contea di Grand Kru.